# Dichromia xanthaspisalis
Dichromia xanthaspisalis là một loài bướm đêm trong họ Erebidae.